# 7e étape du Tour de France Femmes 2023
Pour un article plus général, voir Tour de France Femmes 2023.
La 7e étape du Tour de France Femmes 2023 se déroule le samedi 29 juillet 2023 entre Lannemezan et le col du Tourmalet (Bagnères-de-Bigorre), sur une distance de 89,8 kilomètres.

## Parcours
L'étape reine du Tour Femmes 2023 est l'étape en ligne la plus courte (89,8 km). Partant de Lannemezan, elle franchit deux cols mythiques des Pyrénées. Les coureuses grimpent d'abord le col d'Aspin (montée de 12,5 km, pente moyenne à 6,5 %, sommet après 60,1 km de course, soit à 29,7 km de l'arrivée). Après la descente de ce col, les coureuses traversent Sante-Marie-de-Campan puis abordent l'ascension finale du col du Tourmalet (altitude : 2 110 m) où l'arrivée est jugée au sommet, au terme d'une montée de 17,1 km avec une pente moyenne à 7,5 %.

## Déroulement de la course
Dans l'ascension du col d'Aspin, la Néerlandaise championne du monde Annemiek van Vleuten lance les hostilités à 5 km du sommet. Elle est suivie par sa compatriote Demi Vollering (SD Worx) et la Polonaise Katarzyna Niewiadoma (Canyon//SRAM). Le groupe du maillot jaune Lotte Kopecky limite les dégâts en concédant cinquante secondes sur ce trio au sommet de l'Aspin. Dans la descente, Niewiadoma prend de l'avance sur van Vleuten et Vollering qui se neutralisent et sont reprises par le groupe maillot jaune un peu plus loin. Dans l'ascension du col du Tourmalet, l'avance de Niewiadoma fond pour ne plus compter que six secondes d'avance sur le groupe maillot jaune emmené par la championne de Suisse Marlen Reusser, équipière de Vollering et de Kopecky. Mais une fois le travail de Reusser terminé, l'avance de la Polonaise remonte au fil des kilomètres. À 5 km du sommet, Vollering attaque dans le groupe maillot jaune qui ne comptait plus que cinq unités. Elle rejoint et dépasse Niewiadoma quelques hectomètres plus loin, file dans le brouillard vers la victoire en augmentant son avance sur ses poursuivantes et s'empare du maillot jaune en prenant une sérieuse option sur la victoire finale du Tour 2023. Résumé de l’étape en image.

Dans l'ascension du Tourmalet.
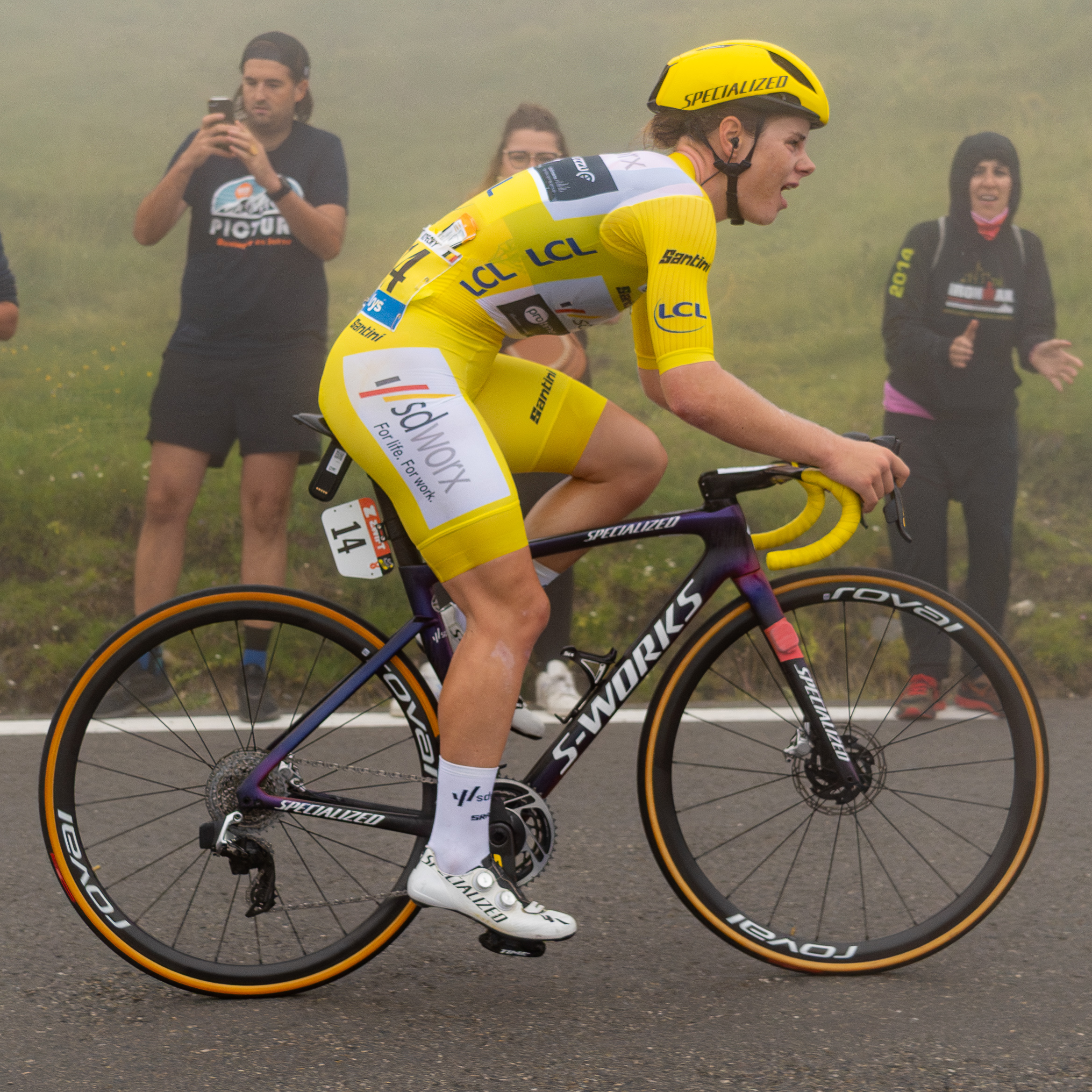
Lotte Kopecky maillot jaune depuis la première étape.
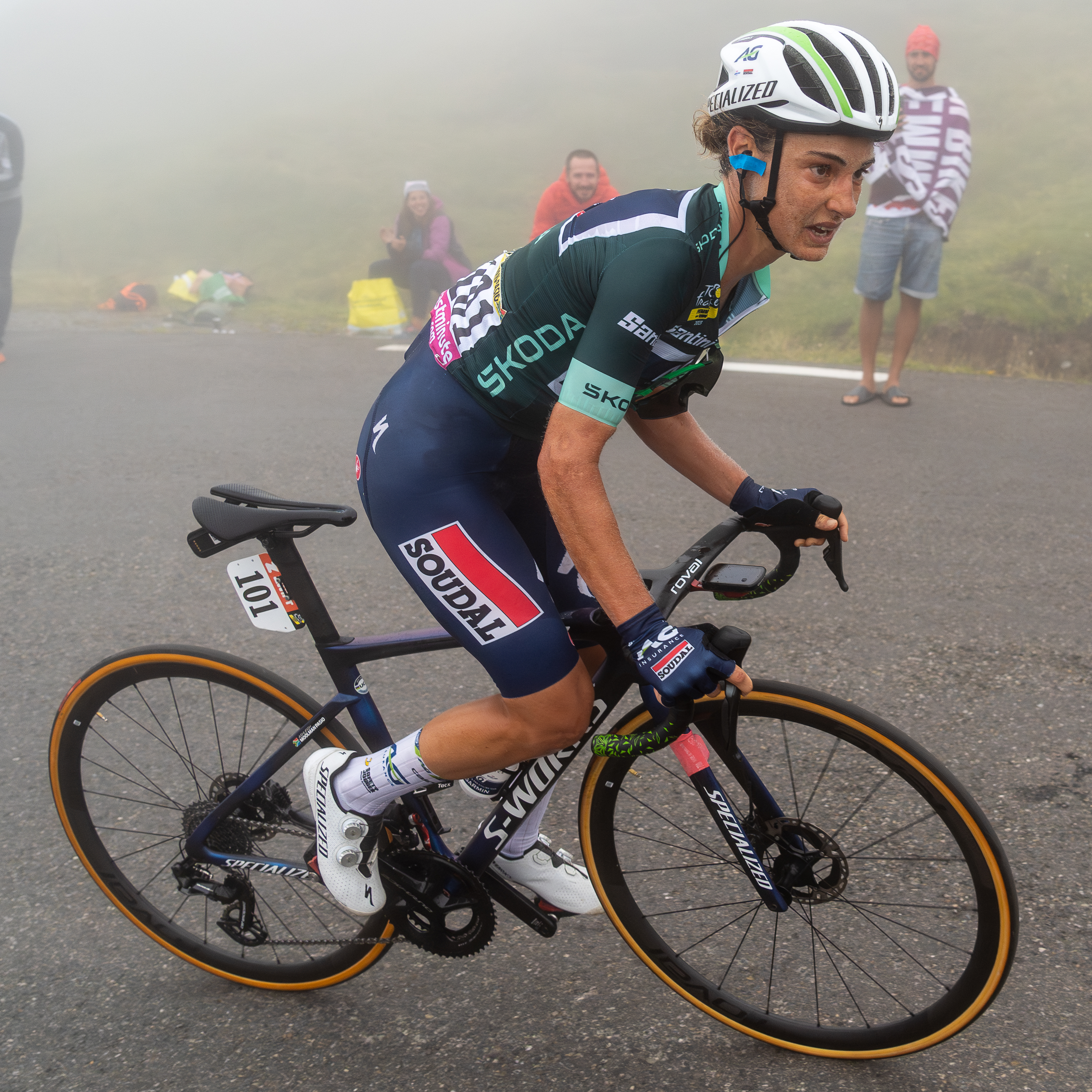
Ashleigh Moolman portant le maillot vert par défaut.
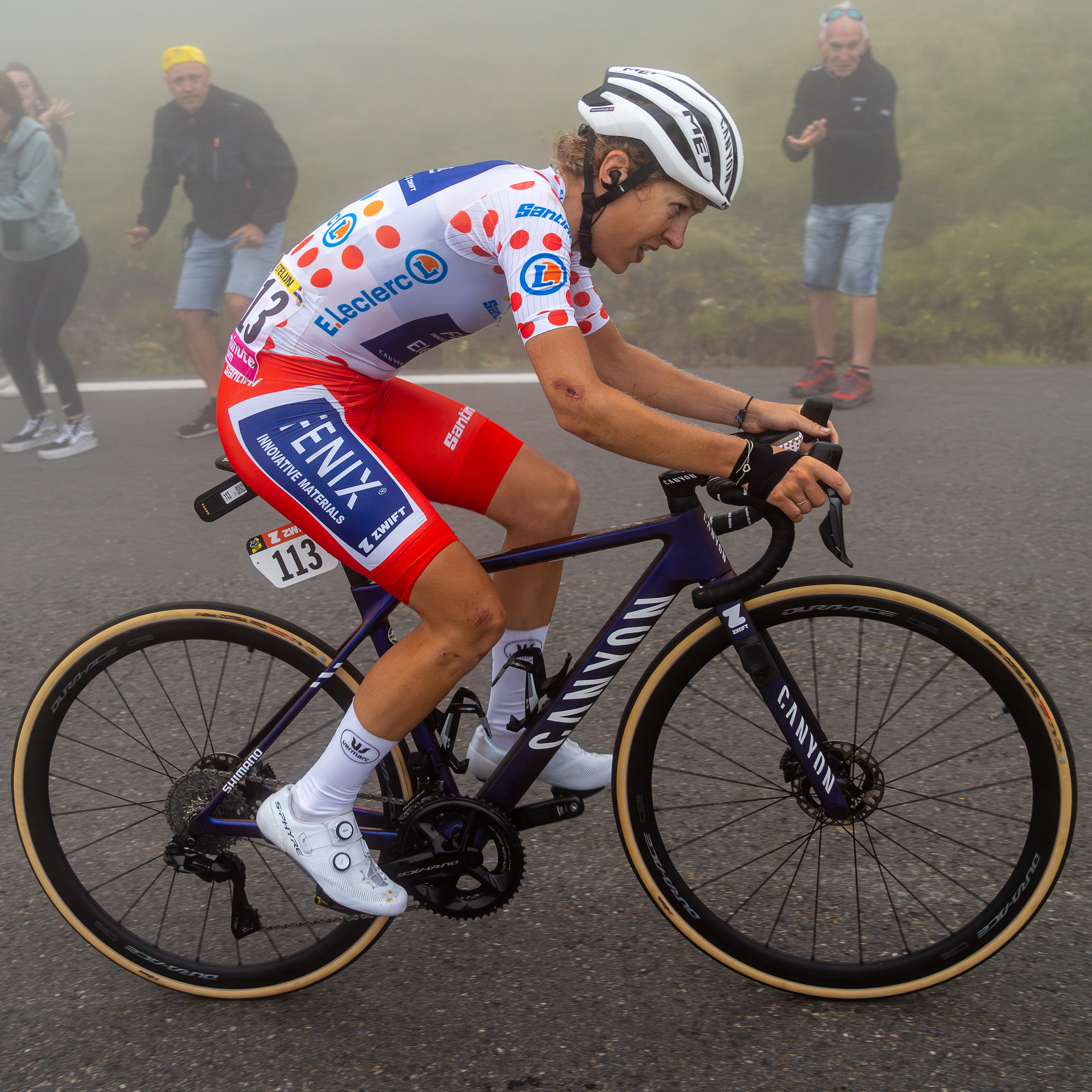
Yara Kastelijn perdra le maillot à pois à l'issue de l'étape.
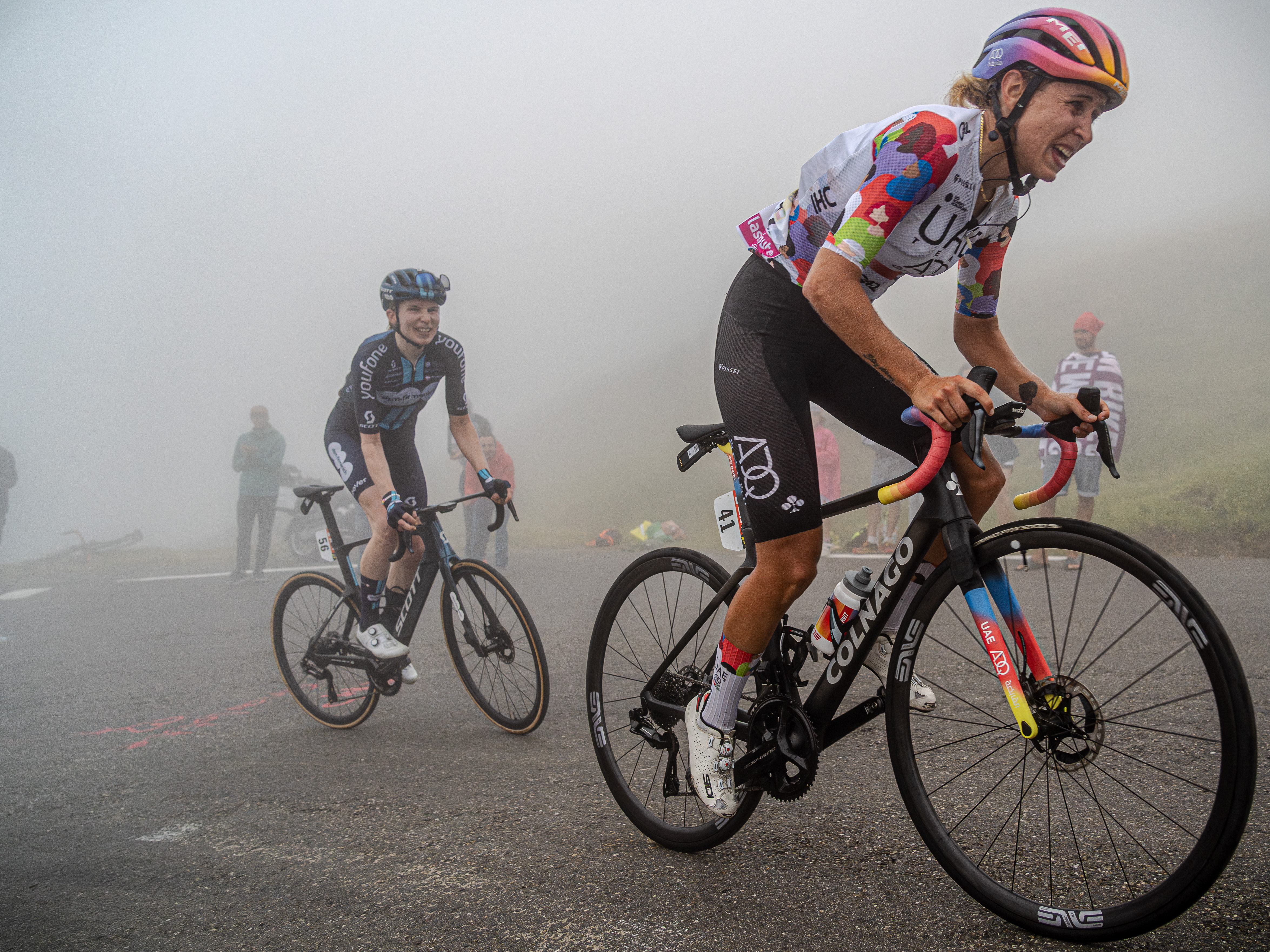
Silvia Persico et Esmée Peperkamp durant la 7e étape.

## Résultats

### Classement de l'étape
| Classement de la 7e étape | Classement de la 7e étape | Classement de la 7e étape | Classement de la 7e étape      | Classement de la 7e étape |
|                           | Coureur                   | Pays                      | Équipe                         | Temps                     |
| ------------------------- | ------------------------- | ------------------------- | ------------------------------ | ------------------------- |
| 1er                       | Demi Vollering            | Pays-Bas                  | SD Worx                        | en 2 h 52 min 43 s        |
| 2e                        | Katarzyna Niewiadoma      | Pologne                   | Canyon-SRAM Racing             | + 1 min 58 s              |
| 3e                        | Annemiek van Vleuten      | Pays-Bas                  | Movistar Team                  | + 2 min 34 s              |
| 4e                        | Ashleigh Moolman Pasio    | Afrique du Sud            | AG Insurance-Soudal Quick-Step | + 2 min 43 s              |

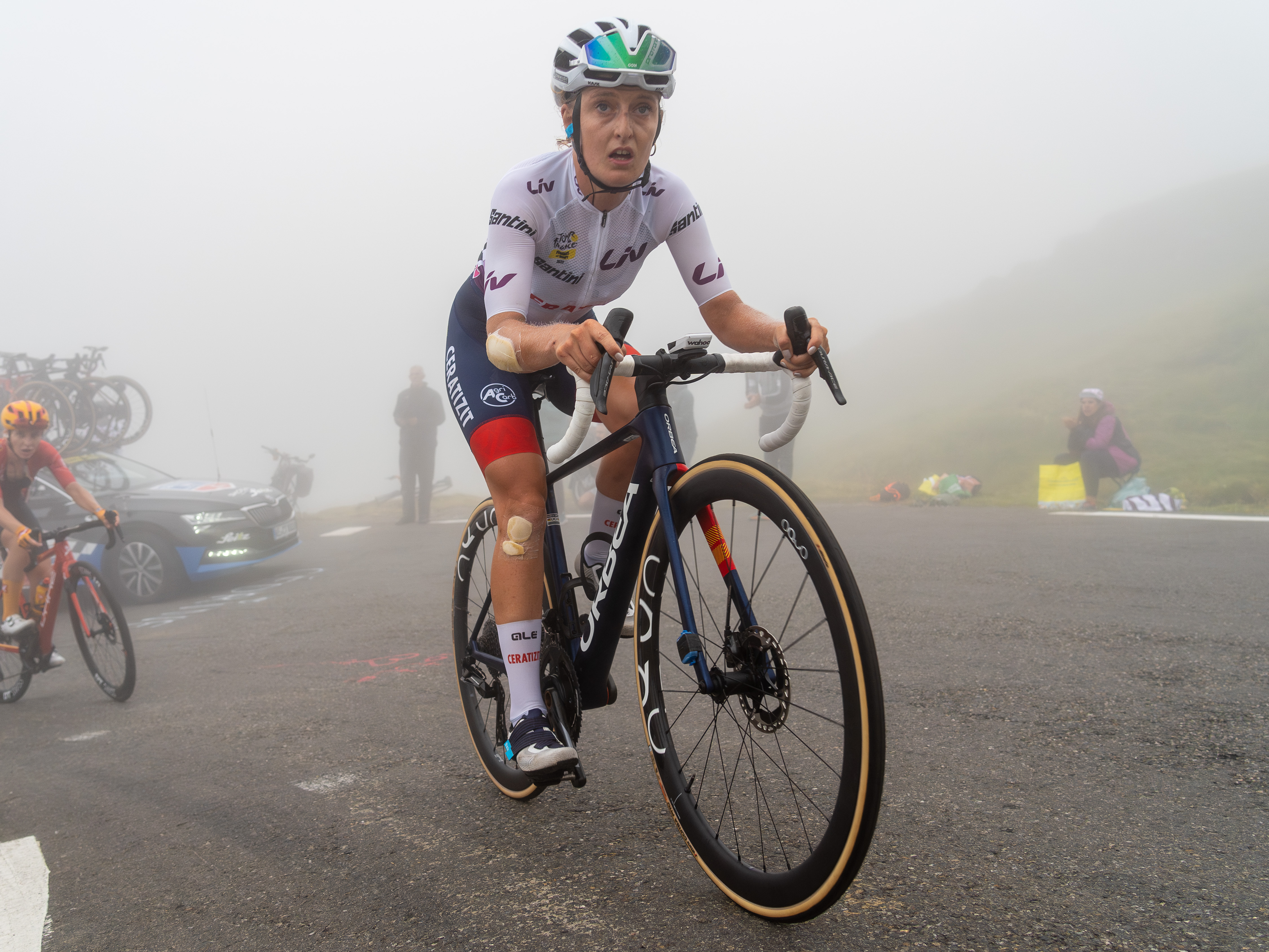
Cédrine Kerbaol, maillot blanc dans le Tourmalet.

| 5e                        | Juliette Labous           | France                    | Team DSM-Firmenisch            | + 2 min 46 s              |
| 6e                        | Lotte Kopecky             | Belgique                  | SD Worx                        | + 3 min 32 s              |
| 7e                        | Ane Santesteban González  | Espagne                   | Team Jayco AlUla               | + 5 min 24 s              |
| 8e                        | Marta Cavalli             | Italie                    | FDJ-Suez                       | + 5 min 43 s              |
| 9e                        | Cecilie Uttrup Ludwig     | Danemark                  | FDJ-Suez                       | + 5 min 46 s              |
| 10e                       | Ricarda Bauernfeind       | Allemagne                 | Canyon-SRAM Racing             | + 6 min 57 s              |
| modifier                  |                           |                           |                                |                           |

### Bonifications en temps
|   | Coureur              | Pays     | Équipe             | Secondes |
| - | -------------------- | -------- | ------------------ | -------- |
| 1 | Demi Vollering       | Pays-Bas | SD Worx            | 10 s     |
| 2 | Katarzyna Niewiadoma | Pologne  | Canyon-SRAM Racing | 6 s      |
| 3 | Annemiek van Vleuten | Pays-Bas | Movistar Team      | 4 s      |

### Points attribués
| Sprint intermédiaire Sarrancolin (km 41,7) | Sprint intermédiaire Sarrancolin (km 41,7) | Sprint intermédiaire Sarrancolin (km 41,7) | Sprint intermédiaire Sarrancolin (km 41,7) | Sprint intermédiaire Sarrancolin (km 41,7) |
| ------------------------------------------ | ------------------------------------------ | ------------------------------------------ | ------------------------------------------ | ------------------------------------------ |
|                                            | Coureur                                    | Pays                                       | Équipe                                     | Point(s)                                   |
| 1er                                        | Margot Pompanon                            | France                                     | St Michel-Mavic-Auber93                    | 25                                         |
| 2e                                         | Susanne Andersen                           | Norvège                                    | Uno-X Pro Cycling Team                     | 20                                         |
| 3e                                         | Lotte Kopecky                              | Belgique                                   | SD Worx                                    | 17                                         |
| 4e                                         | Karlijn Swinkels                           | Pays-Bas                                   | Jumbo-Visma                                | 15                                         |
| 5e                                         | Maaike Boogaard                            | Pays-Bas                                   | AG Insurance-Soudal Quick-Step             | 13                                         |
| 6e                                         | Julia Borgström                            | Suède                                      | AG Insurance-Soudal Quick-Step             | 11                                         |
| 7e                                         | Anna Henderson                             | Grande-Bretagne                            | Jumbo-Visma                                | 10                                         |
| 8e                                         | Magdeleine Vallieres                       | Canada                                     | EF Education-TIBCO-SVB                     | 9                                          |
| 9e                                         | Ashleigh Moolman Pasio                     | Afrique du Sud                             | AG Insurance-Soudal Quick-Step             | 8                                          |
| 10e                                        | Pfeiffer Georgi                            | Grande-Bretagne                            | Team DSM-Firmenich                         | 7                                          |
| 11e                                        | Romy Kasper                                | Allemagne                                  | AG Insurance-Soudal Quick-Step             | 6                                          |
| 12e                                        | Josie Talbot                               | Australie                                  | Cofidis                                    | 5                                          |
| 13e                                        | Cédrine Kerbaol                            | France                                     | Ceratizit-WNT                              | 4                                          |
| 14e                                        | Justine Ghekiere                           | Belgique                                   | AG Insurance-Soudal Quick-Step             | 3                                          |
| 15e                                        | Margaux Vigié                              | France                                     | Lifeplus Wahoo                             | 2                                          |
| modifier                                   |                                            |                                            |                                            |                                            |

| Arrivée d'étape Tourmalet - Bagnères-de-Bigorre (km 151,7) | Arrivée d'étape Tourmalet - Bagnères-de-Bigorre (km 151,7) | Arrivée d'étape Tourmalet - Bagnères-de-Bigorre (km 151,7) | Arrivée d'étape Tourmalet - Bagnères-de-Bigorre (km 151,7) | Arrivée d'étape Tourmalet - Bagnères-de-Bigorre (km 151,7) |
| ---------------------------------------------------------- | ---------------------------------------------------------- | ---------------------------------------------------------- | ---------------------------------------------------------- | ---------------------------------------------------------- |
|                                                            | Coureur                                                    | Pays                                                       | Équipe                                                     | Point(s)                                                   |
| 1er                                                        | Demi Vollering                                             | Pays-Bas                                                   | SD Worx                                                    | 20                                                         |
| 2e                                                         | Katarzyna Niewiadoma                                       | Pologne                                                    | Canyon-SRAM Racing                                         | 17                                                         |
| 3e                                                         | Annemiek van Vleuten                                       | Pays-Bas                                                   | Movistar Team                                              | 15                                                         |
| 4e                                                         | Ashleigh Moolman Pasio                                     | Afrique du Sud                                             | AG Insurance-Soudal Quick-Step                             | 13                                                         |
| 5e                                                         | Juliette Labous                                            | France                                                     | Team DSM-Firmenisch                                        | 11                                                         |
| 6e                                                         | Lotte Kopecky                                              | Belgique                                                   | SD Worx                                                    | 10                                                         |
| 7e                                                         | Ane Santesteban González                                   | Espagne                                                    | Team Jayco AlUla                                           | 9                                                          |
| 8e                                                         | Marta Cavalli                                              | Italie                                                     | FDJ-Suez                                                   | 8                                                          |
| 9e                                                         | Cecilie Uttrup Ludwig                                      | Danemark                                                   | FDJ-Suez                                                   | 7                                                          |
| 10e                                                        | Ricarda Bauernfeind                                        | Allemagne                                                  | Canyon-SRAM Racing                                         | 6                                                          |
| 11e                                                        | Ella Wyllie                                                | Nouvelle-Zélande                                           | Lifeplus Wahoo                                             | 5                                                          |
| 12e                                                        | Amanda Spratt                                              | Australie                                                  | Lidl-Trek                                                  | 4                                                          |
| 13e                                                        | Hannah Ludwig                                              | Allemagne                                                  | Uno-X Pro Cycling Team                                     | 3                                                          |
| 14e                                                        | Cédrine Kerbaol                                            | France                                                     | Ceratizit-WNT                                              | 2                                                          |
| 15e                                                        | Erica Magnaldi                                             | Italie                                                     | UAE Team ADQ                                               | 1                                                          |
| modifier                                                   |                                                            |                                                            |                                                            |                                                            |

### Cols et côtes
| Col d'Aspin (km 60,1) 1re catégorie (12 km à 6,5 %) | Col d'Aspin (km 60,1) 1re catégorie (12 km à 6,5 %) | Col d'Aspin (km 60,1) 1re catégorie (12 km à 6,5 %) | Col d'Aspin (km 60,1) 1re catégorie (12 km à 6,5 %) | Col d'Aspin (km 60,1) 1re catégorie (12 km à 6,5 %) |
| --------------------------------------------------- | --------------------------------------------------- | --------------------------------------------------- | --------------------------------------------------- | --------------------------------------------------- |
|                                                     | Coureur                                             | Pays                                                | Équipe                                              | Point(s)                                            |
| 1er                                                 | Katarzyna Niewiadoma                                | Pologne                                             | Canyon-SRAM Racing                                  | 10                                                  |
| 2e                                                  | Annemiek van Vleuten                                | Pays-Bas                                            | Movistar Team                                       | 8                                                   |
| 3e                                                  | Demi Vollering                                      | Pays-Bas                                            | SD Worx                                             | 6                                                   |
| 4e                                                  | Juliette Labous                                     | France                                              | Team DSM-Firmenisch                                 | 4                                                   |
| 5e                                                  | Ashleigh Moolman Pasio                              | Afrique du Sud                                      | AG Insurance-Soudal Quick-Step                      | 2                                                   |
| 6e                                                  | Marlen Reusser                                      | Suisse                                              | SD Worx                                             | 1                                                   |
| modifier                                            |                                                     |                                                     |                                                     |                                                     |

| Col du Tourmalet (km 89,8) Hors catégorie (17,1 km à 7,5 %) | Col du Tourmalet (km 89,8) Hors catégorie (17,1 km à 7,5 %) | Col du Tourmalet (km 89,8) Hors catégorie (17,1 km à 7,5 %) | Col du Tourmalet (km 89,8) Hors catégorie (17,1 km à 7,5 %) | Col du Tourmalet (km 89,8) Hors catégorie (17,1 km à 7,5 %) |
| ----------------------------------------------------------- | ----------------------------------------------------------- | ----------------------------------------------------------- | ----------------------------------------------------------- | ----------------------------------------------------------- |
|                                                             | Coureur                                                     | Pays                                                        | Équipe                                                      | Point(s)                                                    |
| 1er                                                         | Demi Vollering                                              | Pays-Bas                                                    | SD Worx                                                     | 15                                                          |
| 2e                                                          | Katarzyna Niewiadoma                                        | Pologne                                                     | Canyon-SRAM Racing                                          | 12                                                          |
| 3e                                                          | Annemiek van Vleuten                                        | Pays-Bas                                                    | Movistar Team                                               | 10                                                          |
| 4e                                                          | Ashleigh Moolman Pasio                                      | Afrique du Sud                                              | AG Insurance-Soudal Quick-Step                              | 8                                                           |
| 5e                                                          | Juliette Labous                                             | France                                                      | Team DSM-Firmenisch                                         | 6                                                           |
| 6e                                                          | Lotte Kopecky                                               | Belgique                                                    | SD Worx                                                     | 4                                                           |
| 7e                                                          | Ane Santesteban González                                    | Espagne                                                     | Team Jayco AlUla                                            | 2                                                           |
| 8e                                                          | Marta Cavalli                                               | Italie                                                      | FDJ-Suez                                                    | 1                                                           |
| modifier                                                    |                                                             |                                                             |                                                             |                                                             |

### Prix de la combativité

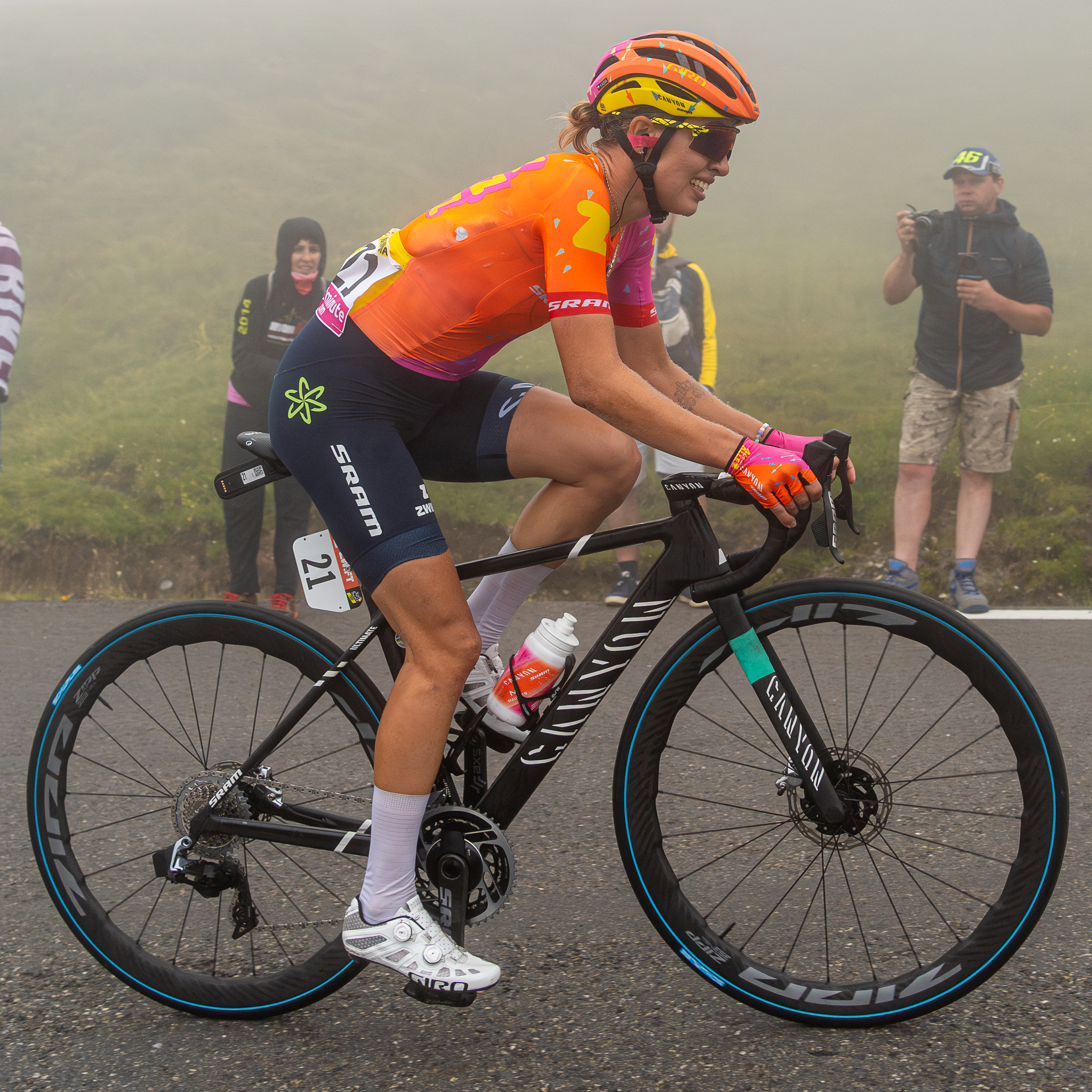
Katarzyna Niewiadoma dans l'ascension du Tourmalet.

- Katarzyna Niewiadoma (Canyon-SRAM Racing)

## Classements à l'issue de l'étape

### Classement général
| Classement général | Classement général       | Classement général | Classement général             | Classement général  |
|                    | Coureur                  | Pays               | Équipe                         | Temps               |
| ------------------ | ------------------------ | ------------------ | ------------------------------ | ------------------- |
| 1er                | Demi Vollering           | Pays-Bas           | SD Worx                        | en 24 h 48 min 10 s |
| 2e                 | Katarzyna Niewiadoma     | Pologne            | Canyon-SRAM Racing             | + 1 min 50 s        |
| 3e                 | Annemiek van Vleuten     | Pays-Bas           | Movistar Team                  | + 2 min 28 s        |
| 4e                 | Lotte Kopecky            | Belgique           | SD Worx                        | + 2 min 35 s        |
| 5e                 | Ashleigh Moolman Pasio   | Afrique du Sud     | AG Insurance-Soudal Quick-Step | + 2 min 39 s        |
| 6e                 | Juliette Labous          | France             | Team DSM-Firmenich             | + 3 min 41 s        |
| 7e                 | Ane Santesteban González | Espagne            | Team Jayco AlUla               | + 6 min 23 s        |
| 8e                 | Cecilie Uttrup Ludwig    | Danemark           | FDJ-Suez                       | + 6 min 42 s        |
| 9e                 | Ricarda Bauernfeind      | Allemagne          | Canyon-SRAM Racing             | + 7 min 42 s        |
| 10e                | Amanda Spratt            | Australie          | Lidl-Trek                      | + 8 min 18 s        |
| modifier           |                          |                    |                                |                     |

| Classement par points | Classement par points    | Classement par points | Classement par points          | Classement par points |
| --------------------- | ------------------------ | --------------------- | ------------------------------ | --------------------- |
|                       | Coureur                  | Pays                  | Équipe                         | Point(s)              |
| 1er                   | Lotte Kopecky            | Belgique              | SD Worx                        | 228 points            |
| 2e                    | Ashleigh Moolman Pasio   | Afrique du Sud        | AG Insurance-Soudal Quick-Step | 153 pts               |
| 3e                    | Ricarda Bauernfeind      | Allemagne             | Canyon-SRAM Racing             | 81 pts                |
| 4e                    | Demi Vollering           | Pays-Bas              | SD Worx                        | 80 pts                |
| 5e                    | Emma Norsgaard Jørgensen | Danemark              | Movistar Team                  | 67 pts                |
| 6e                    | Charlotte Kool           | Pays-Bas              | Team DSM-Firmenisch            | 65 pts                |
| 7e                    | Liane Lippert            | Allemagne             | Movistar Team                  | 64 pts                |
| 8e                    | Yara Kastelijn           | Pays-Bas              | Fenix-Deceuninck               | 60 pts                |
| 9e                    | Katarzyna Niewiadoma     | Pologne               | Canyon-SRAM Racing             | 59 pts                |
| 10e                   | Anouska Koster           | Pays-Bas              | Uno-X Pro Cycling Team         | 58 pts                |
| modifier              |                          |                       |                                |                       |

| Classement de la meilleure grimpeuse | Classement de la meilleure grimpeuse | Classement de la meilleure grimpeuse | Classement de la meilleure grimpeuse | Classement de la meilleure grimpeuse |
| ------------------------------------ | ------------------------------------ | ------------------------------------ | ------------------------------------ | ------------------------------------ |
|                                      | Coureur                              | Pays                                 | Équipe                               | Point(s)                             |
| 1er                                  | Katarzyna Niewiadoma                 | Pologne                              | Canyon-SRAM Racing                   | 27 points                            |
| 2e                                   | Yara Kastelijn                       | Pays-Bas                             | Fenix-Deceuninck                     | 23 pts                               |
| 3e                                   | Demi Vollering                       | Pays-Bas                             | SD Worx                              | 19 pts                               |
| 4e                                   | Anouska Koster                       | Pays-Bas                             | Uno-X Pro Cycling Team               | 19 pts                               |
| 5e                                   | Annemiek van Vleuten                 | Pays-Bas                             | Movistar Team                        | 18 pts                               |
| 6e                                   | Kathrin Hammes                       | Allemagne                            | EF Education-TIBCO-SVB               | 11 pts                               |
| 7e                                   | Ashleigh Moolman Pasio               | Afrique du Sud                       | AG Insurance-Soudal Quick-Step       | 11 pts                               |
| 8e                                   | Juliette Labous                      | France                               | Team DSM-Firmenisch                  | 10 pts                               |
| 9e                                   | Julie Van de Velde                   | Belgique                             | Fenix-Deceuninck                     | 9 pts                                |
| 10e                                  | Agnieszka Skalniak-Sójka             | Pologne                              | Canyon-SRAM Racing                   | 8 pts                                |
| modifier                             |                                      |                                      |                                      |                                      |

| Classement général de la meilleure jeune | Classement général de la meilleure jeune | Classement général de la meilleure jeune | Classement général de la meilleure jeune | Classement général de la meilleure jeune |
|                                          | Coureur                                  | Pays                                     | Équipe                                   | Temps                                    |
| ---------------------------------------- | ---------------------------------------- | ---------------------------------------- | ---------------------------------------- | ---------------------------------------- |
| 1er                                      | Cédrine Kerbaol                          | France                                   | Ceratizit-WNT                            | en 24 h 58 min 16 s                      |
| 2e                                       | Ella Wyllie                              | Nouvelle-Zélande                         | Lifeplus Wahoo                           | + 2 min 1 s                              |
| 3e                                       | Eleonora Gasparrini                      | Italie                                   | UAE Team ADQ                             | + 22 min 49 s                            |
| 4e                                       | Léa Curinier                             | France                                   | Team DSM-Firmenich                       | + 27 min 40 s                            |
| 5e                                       | Caroline Andersson                       | Suède                                    | Liv Racing TeqFind                       | + 30 min 58 s                            |
| 6e                                       | Alice Towers                             | Grande-Bretagne                          | Canyon-SRAM Racing                       | + 31 min 1 s                             |
| 7e                                       | Silke Smulders                           | Pays-Bas                                 | Liv Racing TeqFind                       | + 32 min 32 s                            |
| 8e                                       | Julia Borgström                          | Suède                                    | AG Insurance-Soudal Quick-Step           | + 32 min 45 s                            |
| 9e                                       | Nina Berton                              | Luxembourg                               | Ceratizit-WNT                            | + 55 min 45 s                            |
| 10e                                      | Julie De Wilde                           | Belgique                                 | Fenix-Deceuninck                         | + 57 min 45 s                            |
| modifier                                 |                                          |                                          |                                          |                                          |

| Classement par équipes | Classement par équipes         | Classement par équipes | Classement par équipes |
|                        | Équipe                         | Pays                   | Temps                  |
| ---------------------- | ------------------------------ | ---------------------- | ---------------------- |
| 1re                    | SD Worx                        | Pays-Bas               | en 74 h 49 min 5 s     |
| 2e                     | Canyon-SRAM Racing             | Allemagne              | + 6 min 51 s           |
| 3e                     | Movistar Team                  | Espagne                | + 11 min 32 s          |
| 4e                     | FDJ-Suez                       | France                 | + 15 min 50 s          |
| 5e                     | UAE Team ADQ                   | Émirats arabes unis    | + 26 min 6 s           |
| 6e                     | AG Insurance-Soudal Quick-Step | Belgique               | + 29 min 0 s           |
| 7e                     | Jumbo-Visma                    | Pays-Bas               | + 41 min 14 s          |
| 8e                     | Lidl-Trek                      | États-Unis             | + 41 min 15 s          |
| 9e                     | Team DSM-Firmenisch            | Pays-Bas               | + 45 min 18 s          |
| 10e                    | Israel-Premier Tech Roland     | Suisse                 | + 48 min 29 s          |
| modifier               |                                |                        |                        |

## Abandons
Onze abandons ont eu lieu lors de la 7e étape :
- Marianne Vos (Jumbo-Visma) : abandon
- Chiara Consonni (UAE Team ADQ) : non partante
- Charlotte Kool (Team DSM-Firmenich) : hors délais
- Elisa Balsamo (Lidl-Trek) : non partante
- Elisa Longo Borghini (Lidl-Trek) : non partante
- Loes Adegeest (FDJ-Suez) : abandon
- Veronica Ewers (EF Education-TIBCO-SVB) : non partante
- Maria Giulia Confalonieri (Uno-X Pro Cycling Team) : non partante
- Alice Barnes (Human Powered Health) : hors délais
- Martina Alzini (Cofidis) : abandon
- Babette van der Wolf (Lifeplus Wahoo) : abandon